# モウセンゴケ科
モウセンゴケ科 (モウセンゴケか、Droseraceae) はナデシコ目の科の一つ。すべて食虫植物である。3属200種弱が所属するうち、ムジナモ属とハエトリグサ属は1種からなり、大部分はモウセンゴケ属に数えられる。日本には2属7種が産する。牧野 (1940) はイシモチソウから取っていしもちさう科としている。

## 特徴・分類
いずれも捕虫葉を持つ。モウセンゴケ属は腺毛で、ムジナモとハエトリグサは挟み罠で昆虫などを捕らえる。
新エングラー体系ではサラセニア目、クロンキスト体系ではウツボカズラ目、APG分類体系ではナデシコ目に所属している。クロンキスト体系以前は、イベリア半島とモロッコに分布するドロソフィルム属が、20世紀初頭まではアフリカに分布するロリドゥラ属が本科に含まれていた。

## 属

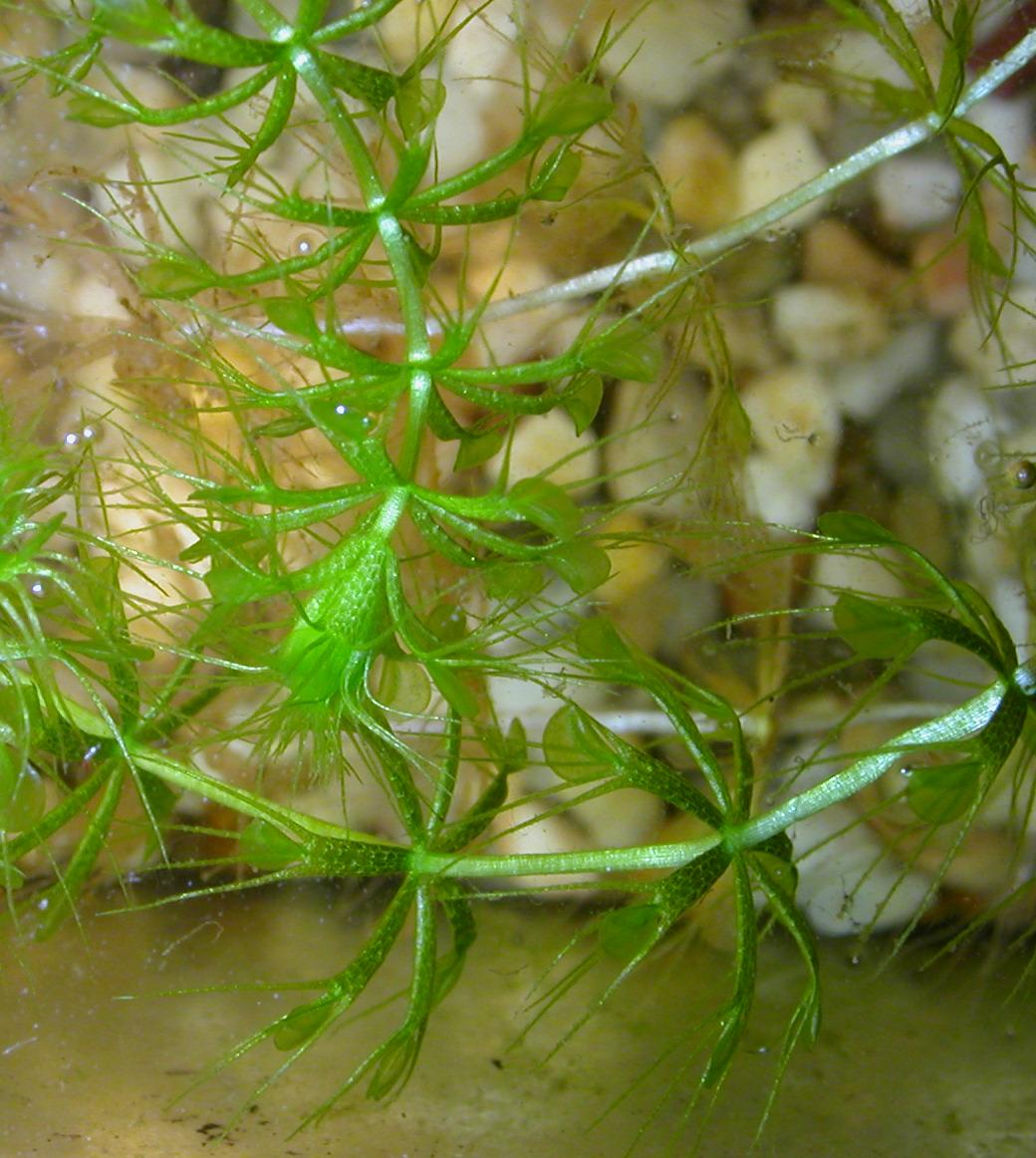
モウセンゴケ属 Drosera - モウセンゴケ、ナガバノモウセンゴケ、コモウセンゴケ、トウカイモウセンゴケ、ナガバノイシモチソウ、イシモチソウ
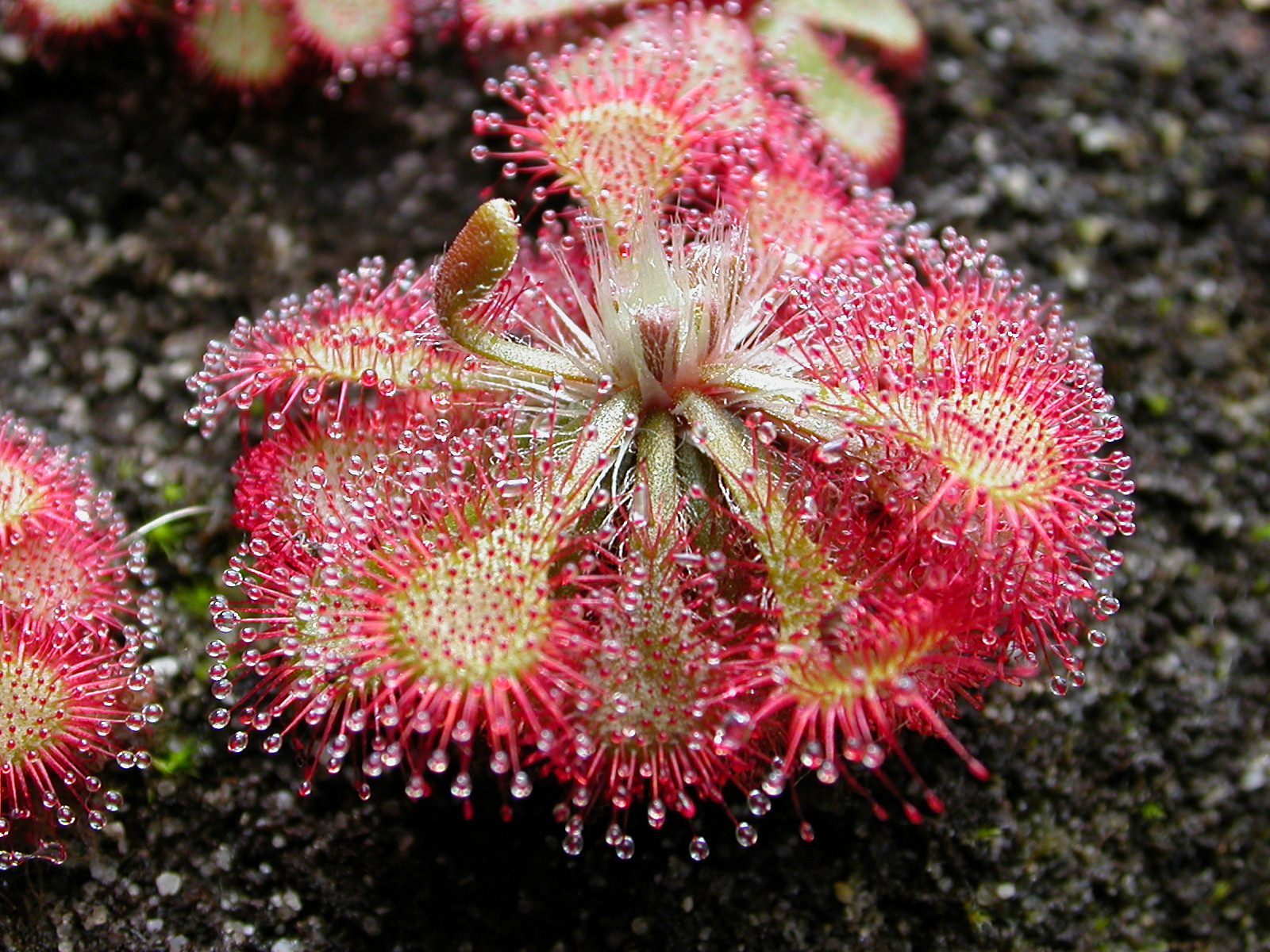
ムジナモ属 Aldrovanda - ムジナモ
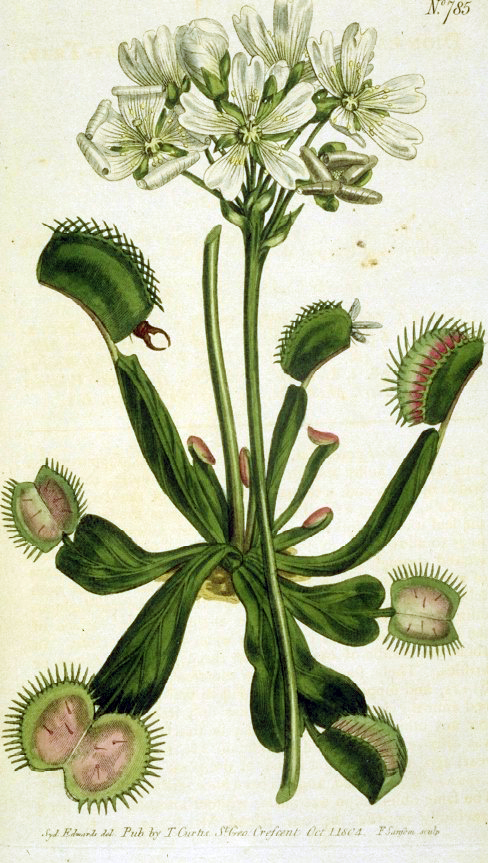
ハエトリグサ属 Dionaea - ハエトリグサ

## 分布

ムジナモ
ハエトリグサ
モウセンゴケ属